# Alvan Graham Clark Jr.
Alvan Graham Clark (Fall River, 10 de julho de 1832 — Cambridge, 9 de junho de 1897) foi um astrônomo americano e um construtor de telescópios. 

## Biografia
Alvan Graham Clark nasceu em Fall River, Massachusetts, filho de Alvan Clark, fundador da Alvan Clark & Sons.
Em 31 de janeiro de 1862, enquanto testava um novo telescópio grande refrator de 18,5 polegadas (470 mm) em Cambridgeport, Massachusetts, Clark fez a primeira observação de uma estrela anã branca. Esta descoberta de Sirius B, ou carinhosamente "o Filhote", provou uma hipótese anterior (Friedrich Bessel em 1844) de que Sirius, a estrela mais brilhante no céu noturno com uma magnitude aparente de -1,46, tinha um companheiro invisível perturbando seu movimento. Clark usou a maior lente de telescópio refrator existente na época e o maior telescópio dos Estados Unidos para observar a companheira de magnitude 8.
O telescópio refrator de 18,5 polegadas de Clark foi então entregue ao seu cliente, o marco Dearborn Observatory da Northwestern University em Evanston, Illinois, onde ainda está sendo usado hoje.
Alvan Graham Clark morreu em Cambridge, Massachusetts, em 9 de junho de 1897.